# 淮沭新河
淮沭新河，是江苏省北部的一条人工河道，开凿于1958年-1960年，长196公里，南起洪泽湖二河闸，向北在淮安市与京杭大运河交汇，在沭阳县与新沂河交汇，最后在连云港市临洪口注入海州湾。沿线兴建多处闸坝等控制工程。淮沭新河干流可分为二河（洪泽湖二河闸至淮阴闸）、淮沭河（淮阴闸至新沂河）和沭新河（新沂河至蔷薇河）三段。
淮沭新河的功能包括灌溉、防洪、通航以及发电。在汛期，如果淮、沂洪水不同时遭遇，可通过此河分泄淮河洪水入新沂河入海；在旱季，则可以引洪泽湖水或调引由江都水利枢纽抽引的长江水，北上补给淮北平原的灌溉用水，并保证淮沭新河航运，以及连云港市用水。